# Satellite Award per i migliori effetti visivi
Il Satellite Award per i migliori effetti visivi è un riconoscimento annuale dei Satellite Awards, consegnato dall'International Press Academy.

## Vincitori e candidati
I vincitori sono indicati in grassetto.

### Anni 1990
1997
- Independence Day
- Dragonheart
- Mars Attacks!
- Primo contatto (Star Trek: First Contact)
- Twister

1998
- Contact
- Il quinto elemento (The Fifth Element)
- Men in Black
- Starship Troopers - Fanteria dello spazio (Starship Troopers)
- Titanic

1999
- Al di là dei sogni (What Dreams May Come)
- Armageddon - Giudizio finale (Armageddon)
- Babe va in città (Babe: Pig in the City)
- Salvate il soldato Ryan (Saving Private Ryan)
- Star Trek - L'insurrezione (Star Trek: Insurrection)

### Anni 2000
2000
- Stuart Little - Un topolino in gamba (Stuart Little)
- Matrix (The Matrix)
- La mummia (The Mummy)
- Il mistero di Sleepy Hollow (Sleepy Hollow)
- Star Wars: Episodio I - La minaccia fantasma (Star Wars Episode I: The Phantom Menace)
- Titus

2001
- Il gladiatore (Gladiator)
- Charlie's Angels
- Il Grinch (How the Grinch Stole Christmas)
- Mission: Impossible 2
- Vertical Limit

2002
- Il Signore degli Anelli - La Compagnia dell'Anello (The Lord of the Rings: The Fellowship of the Ring)
- Harry Potter e la pietra filosofale (Harry Potter and the Philosopher's Stone)
- Jurassic Park III
- Moulin Rouge!
- Pearl Harbor

2003
- Il Signore degli Anelli - Le due torri (The Lord of the Rings: The Two Towers)
- Gangs of New York
- Minority Report
- Era mio padre (Road to Perdition)
- Spider-Man

2004
- Master and Commander - Sfida ai confini del mare (Master and Commander: The Far Side of the World)
- Kill Bill: Volume 1 (Kill Bill: Vol. 1)
- L'ultimo samurai (The Last Samurai)
- Il Signore degli Anelli - Il ritorno del re (The Lord of the Rings: The Return of the King)
- La maledizione della prima luna (Pirates of the Caribbean: The Curse of the Black Pearl)
- Terminator 3 - Le macchine ribelli (Terminator 3: Rise of the Machines)

2005 (gennaio)
- The Aviator
- La foresta dei pugnali volanti (Shi mian mai fu)
- Collateral
- Se mi lasci ti cancello (Eternal Sunshine of the Spotless Mind)
- Sky Captain and the World of Tomorrow (Sky Captain and the World of Tomorrow)
- Spider-Man 2

2005 (dicembre)
- Star Wars: Episodio III - La vendetta dei Sith (Star Wars Episode III: Revenge of the Sith)
- Le crociate - Kingdom of Heaven (Kingdom of Heaven)
- Kung Fusion (Kung fu)
- Sin City
- La guerra dei mondi (War of the Worlds)

2006
- Pirati dei Caraibi - La maledizione del forziere fantasma (Pirates of the Caribbean: Dead Man's Chest)
- Il codice da Vinci (The Da Vinci Code)
- Flags of Our Fathers
- The Fountain - L'albero della vita (The Fountain)
- Il labirinto del fauno (El laberinto del fauno)
- V per Vendetta (V for Vendetta)
- X-Men - Conflitto finale (X-Men: The Last Stand)

2007
- 300
- La leggenda di Beowulf (Beowulf)
- The Bourne Ultimatum - Il ritorno dello sciacallo (The Bourne Ultimatum)
- Come d'incanto (Enchanted)
- La bussola d'oro (The Golden Compass)
- Transformers

2008
- Australia
- Il cavaliere oscuro (The Dark Knight)
- Ultimatum alla Terra (The Day the Earth Stood Still)
- Iron Man
- Quantum of Solace

2009
- 2012
- District 9
- Fantastic Mr. Fox (Fantastic Mr. Fox)
- La battaglia dei tre regni (Chi bi)
- Parnassus - L'uomo che voleva ingannare il diavolo (The Imaginarium of Doctor Parnassus)
- Transformers - La vendetta del caduto (Transformers: Revenge of the Fallen)

### Anni 2010
2010
- Alice in Wonderland
- 127 ore (127 Hours)
- Inception
- Iron Man 2
- Unstoppable - Fuori controllo (Unstoppable)
- Il regno di Ga'Hoole - La leggenda dei guardiani (Legend of the Guardians: The Owls of Ga'Hoole)

2011
- Hugo Cabret (Hugo)
- Super 8
- War Horse
- L'alba del pianeta delle scimmie (Rise of the Planet of the Apes)
- Transformers 3 (Transformers 3: Dark of the Moon)
- Harry Potter e i Doni della Morte - Parte 2 (Harry Potter And The Deathly Hallows Part 2)

2012
- Flight
- Skyfall
- Prometheus
- Vita di Pi (Life of Pi)
- Cloud Atlas
- Il cavaliere oscuro - Il ritorno (The Dark Knight Rises)

2013/2014
- Gravity
- World War Z
- I Croods (The Croods)
- Il grande e potente Oz (Oz the Great and Powerful)
- Rush
- All Is Lost - Tutto è perduto (All Is Lost)

2015
- Apes Revolution - Il pianeta delle scimmie (Dawn of the Planet of the Apes)
- Snowpiercer
- Guardiani della Galassia (Guardians of the Galaxy)
- Interstellar
- Noah
- Transformers 4 - L'era dell'estinzione (Transformers: Age of Extinction)

2016
- The Walk
- Spectre
- Sopravvissuto - The Martian (The Martian)
- Mad Max: Fury Road
- Jurassic World
- Everest

2017
- Il libro della giungla (The Jungle Book)
- Il GGG - Il grande gigante gentile (The BFG)
- Billy Lynn - Un giorno da eroe (Billy Lynn's Long Halftime Walk)
- Deadpool
- Doctor Strange
- Sully

2018
- Blade Runner 2049
- Alien: Covenant
- Dunkirk
- La forma dell'acqua - The Shape of Water (The Shape of Water)
- The War - Il pianeta delle scimmie (War for the Planet of the Apes)
- Wonder Woman

2019
- Black Panther
- Animali fantastici - I crimini di Grindelwald (Fantastic Beasts: The Crimes of Grindelwald)
- Jurassic World - Il regno distrutto (Jurassic World: Fallen Kingdom)
- Rampage - Furia animale (Rampage)
- Ready Player One
- Avengers: Infinity War

### Anni 2020
2020
- Joe Letteri e Eric Saindon – Alita - Angelo della battaglia (Alita: Battle Angel)
- Dan DeLeeuw, Matt Aitken Russell Earl e Dan Sudick – Avengers: Endgame
- Robert Legato, Andrew R. Jones, Adam Valdez e Elliot Newman – Il re leone (The Lion King)
- Olivier Dumont, Mark Byers e Kathy Segal – Le Mans '66 - La grande sfida (Ford v Ferrari)
- Edwin Rivera, Mathew Giampa e Bryan Godwin – Joker
- Pablo Helman – The Irishman

2021
- Andrew Jackson - Tenet
- Mark Bakowski, Georgina Street & Jill Brooks - The Midnight Sky
- Sean Faden - Mulan
- Pablo Helman, Mathew Cowie, Erin Dusseault e Flannery Huntley - Mank
- Nathan McGuinness e Pete Bebb - Greyhound - Il nemico invisibile (Greyhound)
- Kevin Souls e Thrain Shadbolt - Birds of Prey e la fantasmagorica rinascita di Harley Quinn (Birds of Prey (and the Fantabulous Emancipation of One Harley Quinn))

2022
- Brian Connor, Paul Lambert, Tristan Myles e Gerd Nefzer - Dune
- Matt Aitken, Daniele Bigi, Stephane Ceretti e Neil Corbould - Eternals
- John Desjardin, Bryan Hirota, Tamara Watts Kent e Kevin Smith - Godzilla vs. Kong
- Joe Farrell, Dan Oliver, Christopher Townsend, and Sean Noel Walker - Shang-Chi e la leggenda dei Dieci Anelli (Shang-Chi and the Legend of the Ten Rings)
- Jonathan Fawkner, Kelvin McIlwain, Dan Sudick e Guy Williams - The Suicide Squad - Missione suicida (The Suicide Squad)
- Carmelo Leggiero, James E. Price, J. D. Schwalm, Randall Starr e Sheldon Stopsack - La guerra di domani (The Tomorrow War)

2023
- Joe Letteri, Eric Saindon, Richie Baneham e Daniel Barrett - Avatar - La via dell'acqua (Avatar: The Way of Water)
- Jay Cooper, Elia Popov, Kevin Martel ed Ebrahim Jahromi - Babylon
- Dan Lemmon, Russell Earl, Anders Langlands e Dominic Tuohy - The Batman
- Abishek Nair, Marko Chulev, Ivan Busquets e Steven Nichols - Good Night Oppy
- V. Srinivas Mohan - RRR
- Ryan Tudhope, Scott R. Fisher, Seth Hill e Bryan Litson - Top Gun: Maverick

2024
- Simone Coco, Neil Corbould, Jeff Sutherland e Alex Wuttke - Mission: Impossible - Dead Reckoning - Parte uno (Mission: Impossible - Dead Reckoning - Part One)
- Jay Cooper, Ian Comley, Andrew Roberts e Neil Corbould - The Creator
- Charley Henley, Luc Ewen, Martin Fenouillet, Simone Coco e Neil Corbould - Napoleon
- Dave Drzewiecki, Scott R. Fisher, Andrew Jackson e Giacomo Mineo - Oppenheimer
- Bret St. Clair, Pav Grochola, Alan Hawkins, and Michael Lasker - Spider-Man: Across the Spider-Verse
- Matt Aitken, Gary Brozenich, Ilya Churinov, Richard Little, Guillaume Murray, and J. D. Schwalm - Transformers - Il risveglio (Transformers: Rise of the Beasts)